# Snønutryggen
Der Snønutryggen (norwegisch für Schneegipfelrücken) ist ein breiter und vereister Gebirgskamm im ostantarktischen Königin-Maud-Land. Im Mühlig-Hofmann-Gebirge ragt er südöstlich der Snønutane auf.
Norwegische Kartografen verliehen ihm einen deskriptiven Namen und kartierten ihn anhand von Vermessungen und Luftaufnahmen der Dritten Norwegischen Antarktisexpedition (1956–1960).